# Správní obvod obce s rozšířenou působností Dobříš
Správní obvod obce s rozšířenou působností Dobříš je od 1. ledna 2003 jedním ze tří správních obvodů rozšířené působnosti obcí v okrese Příbram ve Středočeském kraji. Čítá 24 obcí, z toho 2 města.
Město Dobříš je zároveň obcí s pověřeným obecním úřadem, přičemž oba správní obvody jsou územně totožné.

## Seznam obcí
Poznámka: Města jsou vyznačena tučně, části obcí malince.
- Borotice (Borotice, Čelina, Dražetice, Hubenov, Cholín)
- Čím
- Daleké Dušníky (Daleké Dušníky, Druhlice)
- Dobříš (Dobříš, Trnová)
- Drevníky (Drevníky, Drhovce, Nechalov, Slovanská Lhota)
- Drhovy (Drhovy, Homole)
- Hřiměždice (Háje, Hřiměždice, Vestec)
- Chotilsko (Hněvšín, Cholín-Boubovny, Chotilsko, Knihy, Kobylníky, Křeničná, Lipí, Mokrsko, Prostřední Lhota, Sejcká Lhota, Smilovice, Záborná Lhota, Živohošť)
- Korkyně (Korkyně, Křížov)
- Malá Hraštice (Malá Hraštice, Velká Hraštice)
- Mokrovraty (Mokrovraty, Pouště)
- Nečín (Bělohrad, Jablonce, Lipiny, Nečín, Skalice, Strupina, Vaječník, Žebrák)
- Nová Ves pod Pleší
- Nové Dvory (Krámy, Nové Dvory)
- Nový Knín (Chramiště, Kozí Hory, Libčice, Nový Knín, Sudovice)
- Obořiště (Lhotka, Obořiště)
- Ouběnice (Ostrov, Ouběnice)
- Rosovice (Rosovice, Sychrov)
- Rybníky (Budín, Libice, Rybníky)
- Stará Huť
- Svaté Pole (Budínek, Svaté Pole)
- Velká Lečice
- Voznice (Chouzavá, Voznice)
- Županovice

## Obyvatelstvo
| Rok  | Obyv.  | ± %    |
| ---- | ------ | ------ |
| 1869 | 18 348 | —      |
| 1880 | 19 147 | +4,4 % |
| 1890 | 19 604 | +2,4 % |
| 1900 | 19 255 | −1,8 % |
| 1910 | 19 539 | +1,5 % |

| Rok  | Obyv.  | ± %     |
| ---- | ------ | ------- |
| 1921 | 18 612 | −4,7 %  |
| 1930 | 18 671 | +0,3 %  |
| 1950 | 16 336 | −12,5 % |
| 1961 | 17 001 | +4,1 %  |
| 1970 | 17 980 | +5,8 %  |

| Rok  | Obyv.  | ± %     |
| ---- | ------ | ------- |
| 1980 | 18 498 | +2,9 %  |
| 1991 | 18 276 | −1,2 %  |
| 2001 | 18 648 | +2 %    |
| 2011 | 21 360 | +14,5 % |
| 2021 | 23 757 | +11,2 % |